# Yindian (köpinghuvudort i Kina, Hubei Sheng, lat 32,07, long 113,51)
Yindian (kinesiska: 殷店, 殷店镇) är en köpinghuvudort i Kina. Den ligger i provinsen Hubei, i den centrala delen av landet, omkring 180 kilometer nordväst om provinshuvudstaden Wuhan. Antalet invånare är 55 011. Befolkningen består av 26 605 kvinnor och 28 406 män. Barn under 15 år utgör 13,0 %, vuxna 15-64 år 77 %, och äldre över 65 år 8,0 %.
Runt Yindian är det ganska tätbefolkat, med 239 invånare per kvadratkilometer. Yindian är det största samhället i trakten. Trakten runt Yindian består till största delen av jordbruksmark.
Genomsnittlig årsnederbörd är 1 403 millimeter. Den regnigaste månaden är augusti, med i genomsnitt 195 mm nederbörd, och den torraste är oktober, med 59 mm nederbörd.